# Do As Infinity 13th Anniversary -Dive At It Limited Live 2012-
『Do As Infinity 13th Anniversary -Dive At It Limited Live 2012-』（ドゥ・アズ・インフィニティ・サーティーンス・アニバーサリー・ダイブ・アット・イット・リミテッド・ライブ・ツーサウザンドトゥエルブ）は、日本のロックバンド・Do As Infinityが2013年2月13日にavex traxから発売した17枚目の映像作品である。

## 内容
前作『Do As Infinity "ETERNAL FLAME"〜10th Anniversary〜in Nippon Budokan』から約2年9ヶ月ぶりのライブビデオ。
2012年9月29日にSHIBUYA-AXで開催された、メジャーデビュー13周年記念ファンクラブ会員限定ライブ『Do As Infinity 13th Anniversary -Dive At It Limited Live 2012-』の模様が収録されている。
Blu-ray規格の初回生産限定盤と通常盤、DVD規格の通常盤の3形態で発売された。初回生産限定盤はジャケットが豪華特殊パッケージ仕様で、特典としてDisc 2に同収録映像曲のDVDとDisc 3,4に同収録曲のライブ音源が収録されたCD2枚組が同梱された。

## 収録映像曲・収録曲
本編
1. 空想旅団
2. アリアドネの糸
3. Special
4. 徒然なるままに
5. ヨアケハチカイ
6. 東京亜熱帯
7. Work!
8. 蓮華
9. mannequin
10. コペルニクス
11. Right now
12. 送電線
13. また明日も少しだけ頑張ろうとおもう
14. ROCK DAYZ
15. Oasis
16. タダイマ
17. 科学の夜
18. 冒険者たち
19. under the sun
20. One or Eight
21. 本日ハ晴天ナリ

アンコール
1. 遠雷
2. あいのうた

## 参加ミュージシャン
Do As Infinity
- 伴都美子：Vocal
- 大渡亮：Guitar & Chorus

Support Member
- 亀田誠治：Bass
- 高瀬順：Keyboards
- 松本淳：Drums
- 長井ちえ：Guitar & Chorus